# Џоунсборо (Луизијана)
Џоунсборо (енгл. Jonesboro) град је у америчкој савезној држави Луизијана.

## Демографија
По попису из 2010. године број становника је 4.704, што је 790 (20,2%) становника више него 2000. године.
| Група             | 2000.         | 2010.         |
| Белци             | 2.107 (53,8%) | 1.991 (42,3%) |
| Афроамериканци    | 1.762 (45,0%) | 2.613 (55,5%) |
| Азијати           | 13 (0,3%)     | 13 (0,3%)     |
| Хиспаноамериканци | 17 (0,4%)     | 37 (0,8%)     |
| Укупно            | 3.914         | 4.704         |